# Neatishead
Neatishead is een civil parish in het bestuurlijke gebied North Norfolk, in het Engelse graafschap Norfolk met 565 inwoners.